# 60-я церемония «Грэмми»

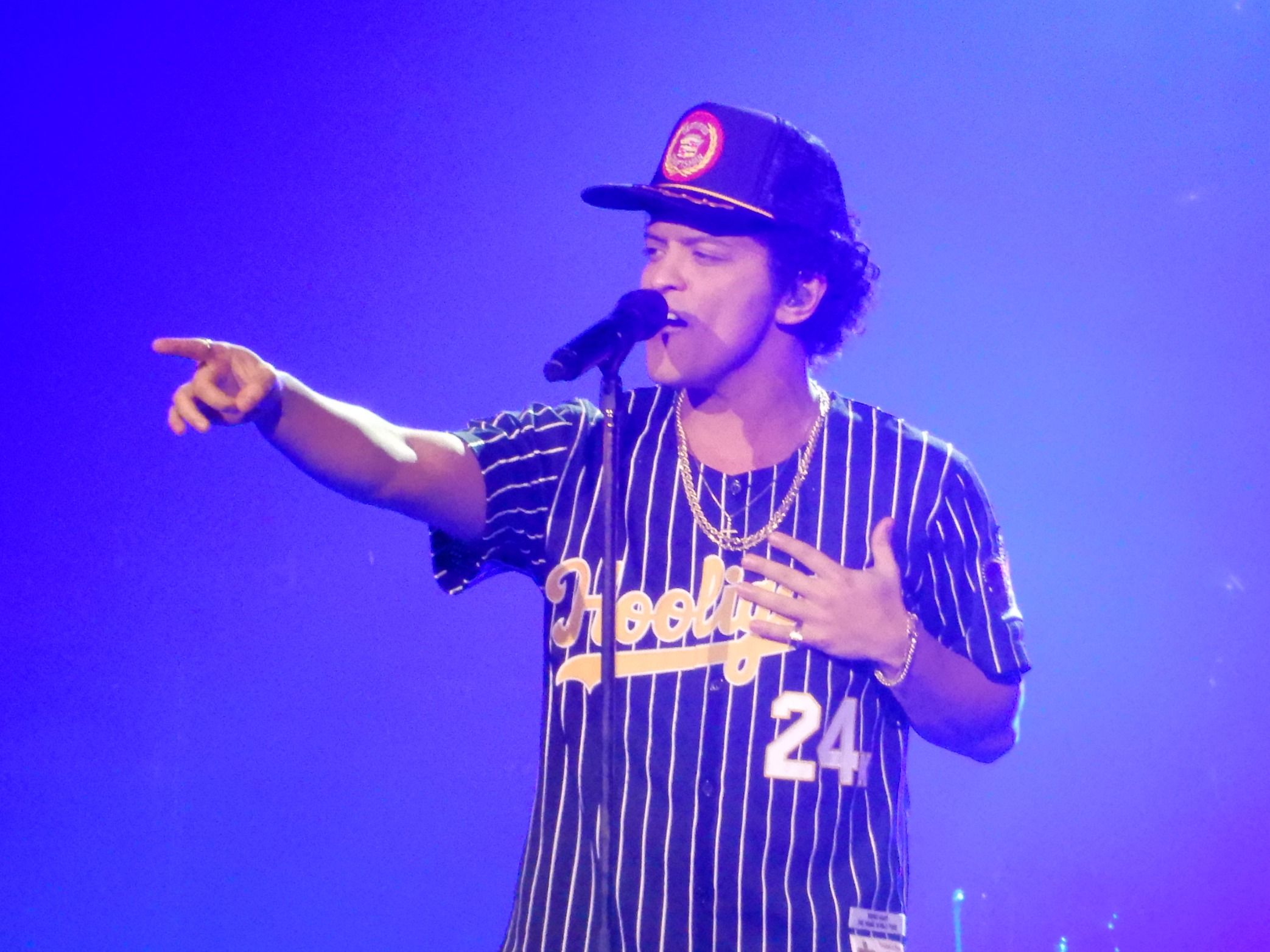
Триумфатором церемонии стал американский певец Бруно Марс, который был награждён во всех своих шести номинациях, три из которых в «большой четвёрке»: «Альбом года», «Песня года» и «Запись года», а также Лучший лучший альбом в стиле ритм-н-блюз и Лучшее R&B-исполнение

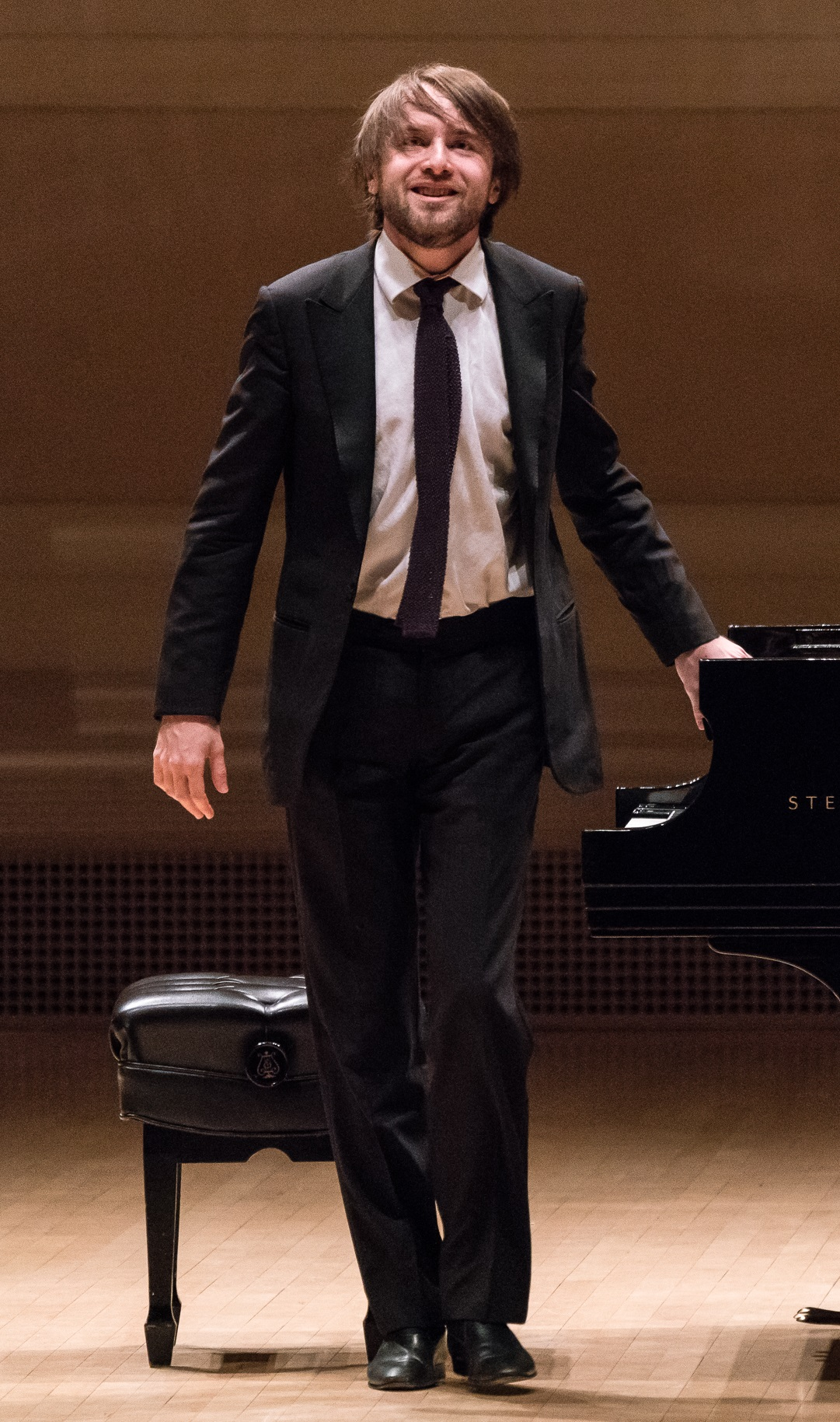
Российский пианист Даниил Трифонов был награждён в категории

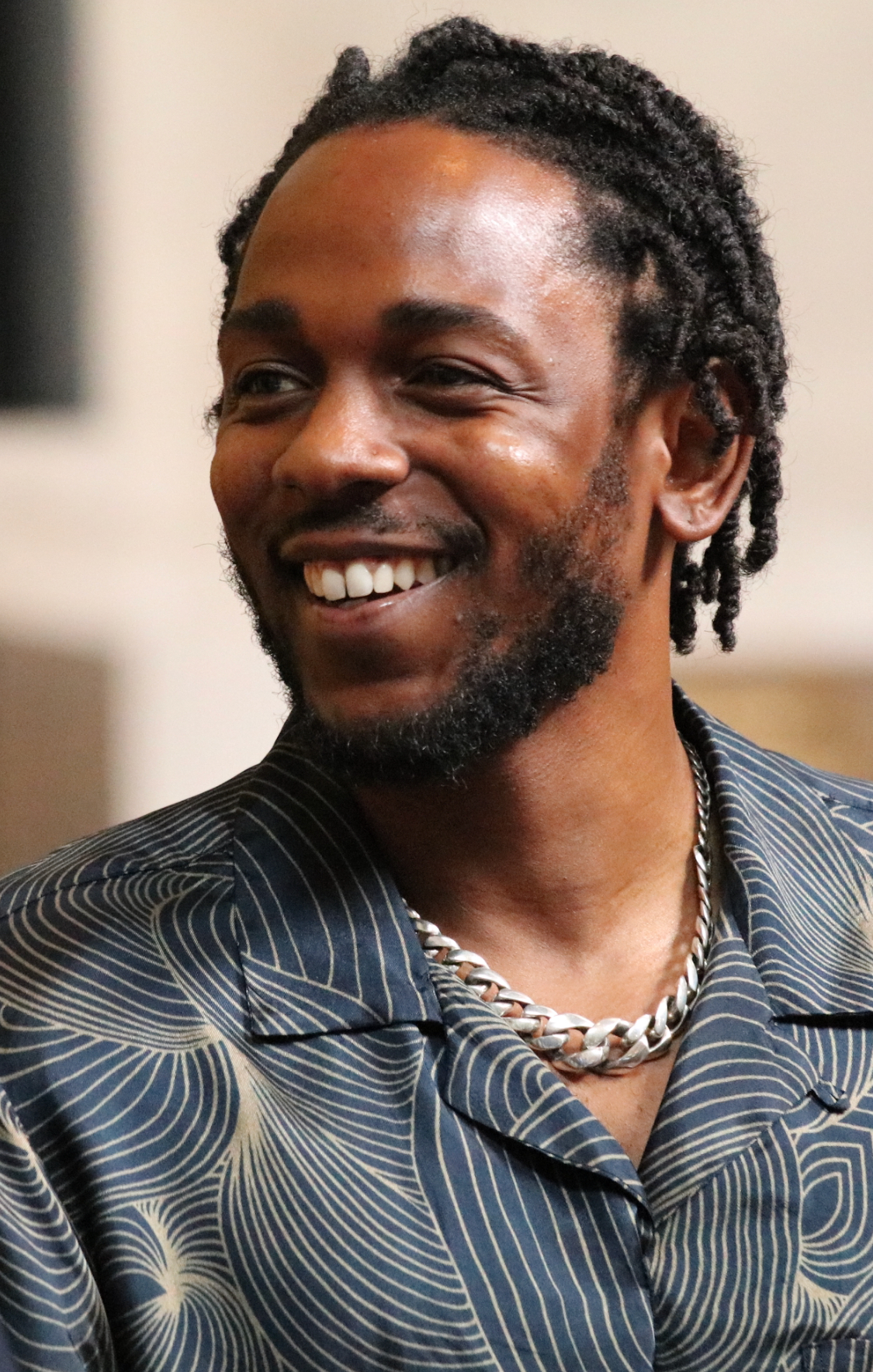
Кендрик Ламар был награждён во всех четырёх рэп-категориях (до него лишь Kanye West брал все четыре: в 2011 году)

60-я ежегодная церемония вручения наград «Грэмми» состоялась 28 января 2018 года. Она прошла в комплексе Мэдисон-сквер-гарден, Нью-Йорк (США). В церемонии номинирования и награждения имеют право участвовать лучшие записи, композиции и исполнители последнего условного года, который исчисляется с 1 октября 2016 года по 30 сентября 2017 года. Впервые с 2003 года церемония прошла за пределами Лос-Анджелеса (где она с 2004 по 2017 годы проходила в Staples Center). Ведущим, как и на прошлой церемонии снова был британский актёр Джеймс Корден. Трансляцию как и ранее (с 1973) вёл канал CBS (по новому контракту вплоть до 2026 года).
Номинанты были объявлены 28 ноября 2017 года. По числу номинаций лидировали Jay-Z (8 номинаций, включая три главные), Кендрик Ламар (7) и Бруно Марс (6, включая три главные). По 5 номинаций у Чайлдиш Гамбино и у дебютантов Халида и SZA.
В итоге в центре событий оказался и триумфатором церемонии стал американский певец Бруно Марс, который был награждён во всех своих шести номинациях, три из которых в «большой четвёрке»: «Альбом года», «Песня года» и «Запись года», а также Лучший лучший альбом в стиле ритм-н-блюз и Лучшее R&B-исполнение. В то же время Jay-Z проиграл во всех своих восьми номинациях. Бруно Марс повторил рекорд для мужчин-солистов четвертьвековой давности, когда Эрик Клэптон взял все три главные награды за одну церемонию. Кроме того, Марс стал первым за 46 лет исполнителем, который победил в категориях Запись и Песня года с двумя разными песнями («24K Magic» и «That’s What I Like»): до него это смогла сделать Carole King с песнями «It’s Too Late» и «You’ve Got A Friend». Песня «That's What I Like» поставила рекорд по числу авторов и композиторов: сразу восемь соавторов в списке награждённых (прошлый рекорд по 4 соавтора удерживали сразу семь песен).
Канадская соул-певица Алессия Кара стала лауреатом в категории Лучший новый исполнитель и первым победителем, рождённым в стране кленовых листьев. Эд Ширан стал лауреатом в двух категориях: Лучшее сольное поп-исполнение и Лучший вокальный поп-альбом. Кендрик Ламар
победил во всех 4 рэп-категориях (до него лишь Kanye West брал все четыре: в 2011 году). Крис Стэплтон стал лауреатом в трёх категориях: Лучший кантри-альбом, Лучшее сольное кантри-исполнение и Лучшая кантри-песня.
Песня «Putin», посвящённая президенту РФ В. В. Путину в исполнении Рэнди Ньюмана, победила в категории Лучшая инструментальная аранжировка в сопровождении вокалиста(ов) и повествует о том, что политик «любит свою Родину», «сводит женщин с ума», когда «снимает рубашку» и силой мысли может «включить ядерный реактор».
Российский пианист Даниил Трифонов победил в категории Лучшее классическое инструментальное соло.
Посмертную номинацию получил оперный певец Дмитрий Хворостовский. Так же и дирижёр Константин Орбелян вошёл в число номинантов на «Лучший классический вокальный сольный альбом» за диск «Свиридов: Отчалившая Русь», записанный на стихи Сергея Есенина.
На церемонии вручения некоторые из звёзд носили особые предметы одежды, чтобы выразить солидарность с организацией Time’s Up, поддерживающих жертв сексуального насилия. Леди Гага, Лана Дель Рей, Кеша и Синди Лопер были одеты в белые или полностью чёрные наряды, а Лорд выбрала наряд с отрывком из работы Дженни Хольцер, который был напечатан на открытке и пришит к задней части её платья. Во время церемонии награждения Жанель Монаэ произнесла речь со ссылкой на Time’s Up, призвав к равенству оплаты труда в музыкальной индустрии и прекращению сексуальных домогательств.

## Выступления
1. Кендрик Ламар, Дэйв Шапелл, Боно и Эдж из группы U2 — «XXX», «DNA» «New Freezer» и «King’s Dead»[16]
2. Леди Гага — «Joanne (Where Do You Think You’re Goin'?)» и «Million Reasons»
3. Сэм Смит — «Pray»
4. Little Big Town — «Better Man»
5. Gary Clark Jr. и Джон Батист — «Ain’t That A Shame», «Maybellene» (трибьют Чаку Берри и Фэтсу Домино).
6. Луис Фонси, Дэдди Янки и Сулейка Ривера — «Despacito»
7. Childish Gambino — «Terrified»
8. P!nk — «Wild Hearts Can’t Be Broken»
9. Бруно Марс, Карди Би — «Finesse»
10. Стинг и Шэгги — «Englishman In New York»
11. Рианна, DJ Khaled и Брайсон Тиллер — «Wild Thoughts»
12. Kesha, Синди Лопер, Камила Кабельо, Джулия Майклз и Андра Дей — «Praying»
13. U2 — «Get Out Of Your Own Way»
14. Элтон Джон и Майли Сайрус — «Tiny Dancer»
15. Бен Платт — «Somewhere» (трибьют Леонарду Бернстайну)
16. Пэтти Люпон — «Don’t Cry For Me Argentina» (трибьют Эндрю Ллойду Уэбберу)
17. SZA — «Broken Clocks»
18. Эммилу Харрис и Крис Стэплтон — «Wildflowers» (трибьют Тому Петти)
19. Алессия Кара, Халид, Logic — «1-800-273-8255»

## Изменения 2017 года
Организаторы объявили о нескольких изменениях в выборе победителей и структуре некоторых категорий.
Онлайновое голосование вместо бумажного
Впервые участники голосования (более 13 000) будут отдавать свои голоса за номинантов Grammy Awards онлайн, а не бумажным бюллетенем. Этот переход обеспечит большую гибкость для гастролирующих исполнителей, устранит возможность недействительных избирательных бюллетеней и защитит от мошеннического голосования. Все участники голосования, имеющие хорошую репутацию, будут иметь право голосовать онлайн в обоих раундах 60-й ежегодной премии Grammy.
Авторы будут номинированы и в категории «Альбом года»
Все создатели музыкальных произведений (авторы песен, продюсеры, звукоинженеры, миксеры, мастеринг-инженеры, основные певцы), которым приписывают по меньшей мере 33 % или более проигрываемого времени в побеждающем альбоме, будут иметь право на получение GRAMMY в категории Альбом года. Раньше авторы песен не были признаны в этой категории.
Комитеты по рассмотрению кандидатур в категориях Rap, Contemporary Instrumental и New Age
Начиная с этого года, Комитеты по рассмотрению кандидатур будут созданы и внедрены в категориях Rap, Contemporary Instrumental и New Age. Механизм рассмотрению кандидатур (номинаций) был создан в 1989 году в качестве дополнительного раунда проверок и противовесов, чтобы устранить потенциал склонности к популярности, который ставит новых музыкантов, независимую музыку и релизы, вышедшие в конце года в невыгодное положение. С тех пор комитеты по рассмотрению кандидатур были созданы в 15 полях наград.
Определение альбома расширено, чтобы обеспечить большее включение категорий Classical, Dance и Jazz
Чтобы иметь право на рассмотрение GRAMMY, альбом должен содержать минимальное общее время воспроизведения в 15 минут с по меньшей мере пятью отдельными дорожками или минимальное общее время воспроизведения 30 минут без минимального требования к треку. До этого исправленного определения альбома единственное разграничение составило 15 минут и пять треков. Расширение определения позволяет большее включение создателей музыки, которые производят более длинные фрагменты, особенно в классическом, танцевальном и джаз-полях.
Поправки в категории музыки, написанной для визуальных медиа
Как правило, только одна версия трека разрешена для входа в процесс номинирования на Grammy Awards. Исключение будет сделано в категории «Лучшая песня, написанная для визуальных медиа», позволяющая вводить киноверсию трека в эту категорию, даже если другая версия этого трека представлена в других категориях.
Best Compilation Soundtrack for Visual Media
В категории «Лучшая песня, написанная для визуальных медиа» были внесены поправки в правила отбора. Теперь требуется, чтобы альбомы саундтреков документального или биографического содержания включали 51 процент или более новой записанной музыки.
Technical Grammy Award
Дополнительные поправки были внесены в квалификационные требования Технической премии Грэмми, а процедурные обновления были внесены в Комитеты по рассмотрению кандидатур.

## Основные категории
Выделены победители:
Запись года
- «24K Magic» — Бруно Марс

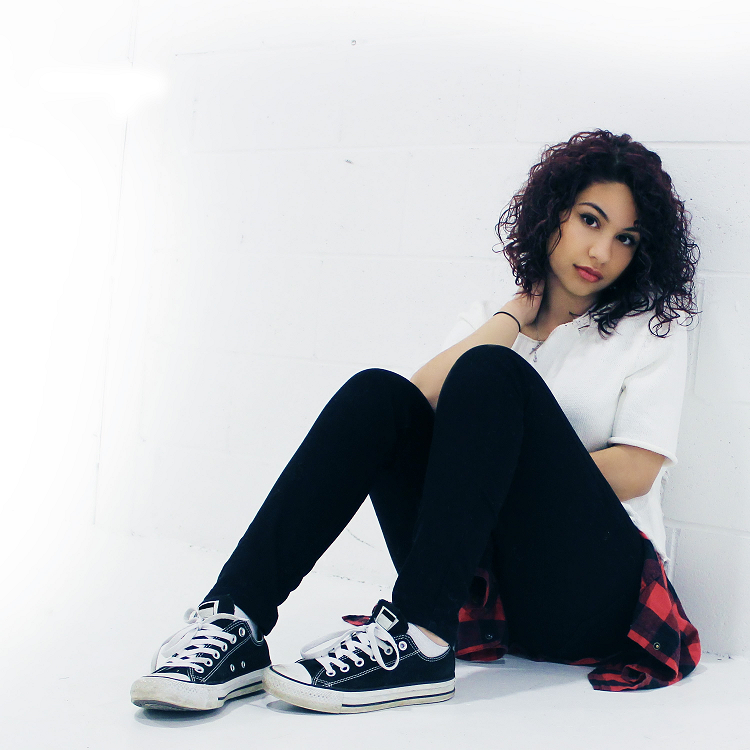
Канадская певица Алессия Кара стала лауреатом в категории Лучший новый исполнитель

  - Shampoo Press & Curl, продюсеры; Serban Ghenea, John Hanes & Charles Moniz, звукозапись; Том Койн, мастеринг-инженер
- «Redbone» — Чайлдиш Гамбино
  - Людвиг Йоранссон, продюсер; Дональд Гловер, Людвиг Йоранссон, Riley Mackin & Ruben Rivera, звукозапись; Берни Грундман, мастеринг-инженер
- «Despacito» — Луиса Фонси и Дэдди Янки при участии Джастина Бибера
  - Josh Gudwin, Mauricio Rengifo & Andrés Torres, продюсеры; Josh Gudwin & Jaycen Joshua, звукозапись; Dave Kutch, мастеринг-инженер
- «The Story of O.J.» — Jay-Z
  - Jay-Z & No I.D., продюсеры; Джимми Дугласс & Gimel «Young Guru» Keaton, звукозапись; Dave Kutch, мастеринг-инженер
- «Humble» — Кендрик Ламар
  - Mike Will Made It, продюсер; Derek «MixedByAli» Ali, James Hunt & Matt Schaeffer, звукозапись; Mike Bozzi, мастеринг-инженер

Альбом года
- 24K Magic — Бруно Марс
  - Shampoo Press & Curl, продюсеры; Serban Ghenea, John Hanes & Charles Moniz, звукозапись; Christopher Brody Brown, James Fauntleroy, Филип Лоуренс & Бруно Марс, авторы; Том Койн, мастеринг-инженер
- «Awaken, My Love!» — Чайлдиш Гамбино
  - Людвиг Йоранссон, продюсер; Bryan Carrigan, Дональд Гловер, Людвиг Горанссон, Riley Mackin & Ruben Rivera, звукозапись; Donald Glover & Людвиг Йоранссон, авторы; Bernie Grundman, мастеринг-инженер
- 4:44 — Jay-Z
  - Jay-Z & No I.D., продюсеры; Jimmy Douglas & Gimel «Young Guru» Keaton, звукозапись; Shawn Carter & Dion Wilson, авторы; Dave Kutch, мастеринг-инженер
- DAMN. — Кендрик Ламар
  - DJ Dahi, Sounwave & Anthony Tiffith, продюсеры; Derek «MixedByAli» Ali, James Hunt & Matt Schaeffer, звукозапись; K. Duckworth, D. Natche, M. Spears & A. Tiffith, авторы; Mike Bozzi, мастеринг-инженер
- Melodrama — Лорд
  - Джек Антонофф & Lorde, продюсеры; Serban Ghenea, John Hanes & Laura Sisk, звукозапись; Джек Антонофф & Ella Yelich-O’Connor, авторы; Рэнди Меррилл, мастеринг-инженер

Песня года
- «That’s What I Like»
  - Кристофер Броуди Браун, James Fauntleroy, Филип Лоуренс, Бруно Марс, Ray Charles McCullough II, Джереми Ривс, Рэй Ромулус & Jonathan Yip, авторы (Бруно Марс)
- «Despacito»
  - Daddy Yankee, Джастин Бибер, Jason «Poo Bear» Boyd[англ.], Erika Ender, Луиса Фонси & Marty James Garton, авторы (Луис Фонси и Дэдди Янки при участии Джастина Бибера)
- «4:44»
  - Шон Картер & Дион Уилсон[англ.], авторы (Jay-Z)
- «Issues»
  - Бенджамин Левин, Миккел Сторлеер Эриксен, Тор Эрик Хермансен, Джулия Майклз & Джастин Дрю Трентер[англ.], авторы (Джулия Майклз)
- «1-800-273-8255»
  - Алессия Кара, Logic, Арджуна Иватури[англ.] & Халид Робинсон, авторы (Logic при участии Алессии Кара & Khalid)

Лучший новый исполнитель
- Алессия Кара
- Халид
- Lil Uzi Vert
- Джулия Майклз
- SZA

## Поп

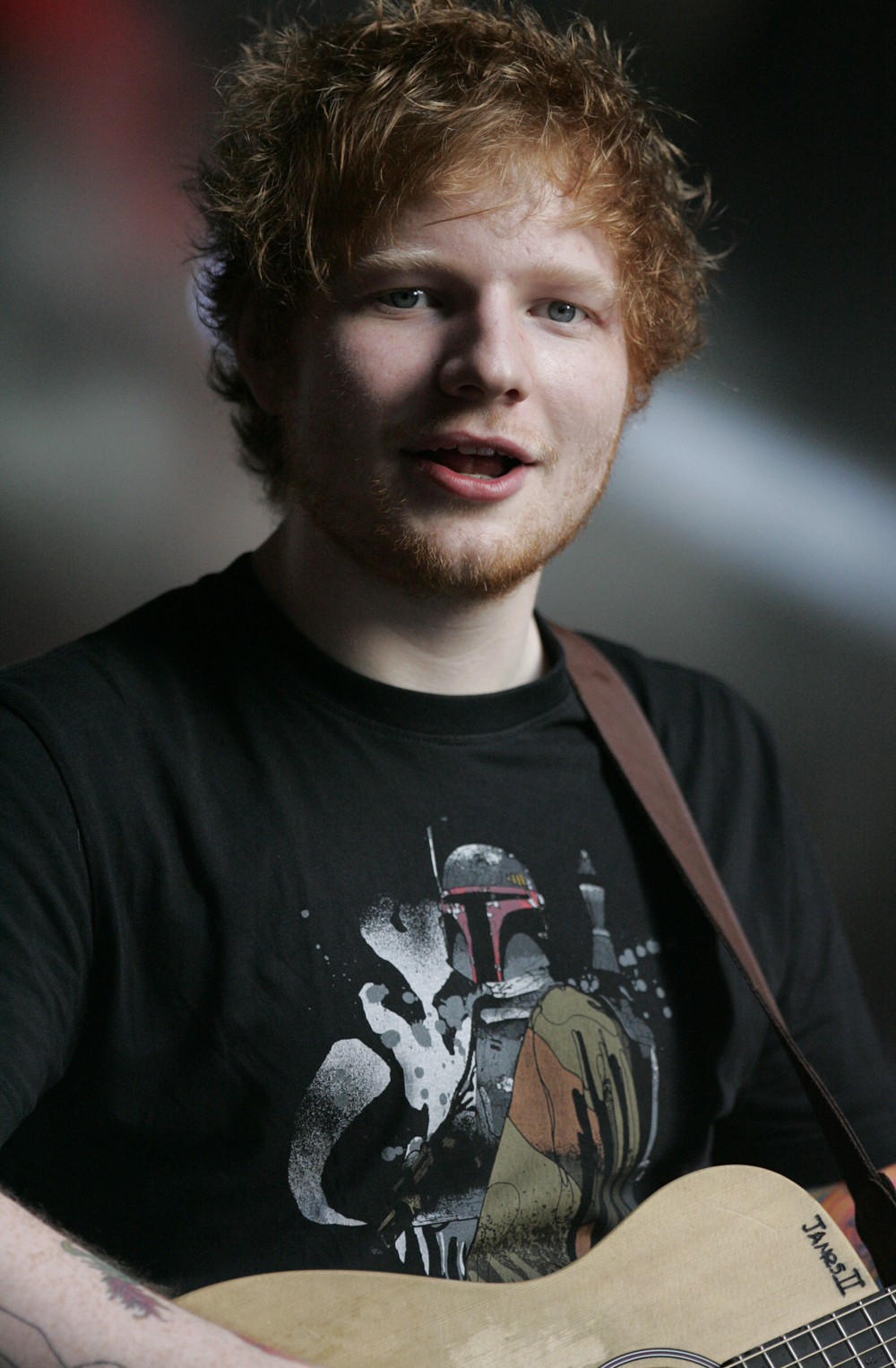
Эд Ширан стал лауреатом в двух категориях: Лучшее сольное поп-исполнение и Лучший вокальный поп-альбом

Лучшее сольное поп-исполнение
- «Shape of You» — Эд Ширан
- «Love So Soft» — Келли Кларксон
- «Praying» — Кеша
- «Million Reasons» — Леди Гага
- «What About Us» — Пинк

Лучшее поп-исполнение дуэтом или группой
- «Feel It Still» — Portugal. The Man
- «Something Just like This» — The Chainsmokers and Coldplay
- «Despacito» — Луиса Фонси и Дэдди Янки при участии Джастина Бибера
- «Thunder» — Imagine Dragons
- «Stay[англ.]» — Zedd и Алессия Кара

Лучший традиционный вокальный поп-альбом
- Tony Bennett Celebrates 90 — Dae Bennett, продюсер (various artists)
- Nobody but Me[англ.] (deluxe version) — Майкл Бубле
- Triplicate — Боб Дилан
- In Full Swing — Сет Макфарлейн
- Wonderland[англ.] — Сара Маклахлан

Лучший вокальный поп-альбом
- ÷ — Эд Ширан
- Kaleidoscope EP — Coldplay
- Lust for Life — Лана Дель Рей
- Evolve — Imagine Dragons
- Rainbow — Кеша
- Joanne — Леди Гага

## Танцевальная музыка
Лучшая танцевальная запись
- «Tonite» — LCD Soundsystem
  - Джеймс Мерфи, продюсер; James Murphy, микшер
- «Bambro Koyo Ganda» — Bonobo при участии Innov Gnawa
  - Bonobo, продюсер; Bonobo, микшер
- «Cola[англ.]» — Camelphat[англ.] & Elderbrook
  - Camelphat & Elderbrook, продюсеры; Camelphat & Elderbrook, микшеры
- «Andromeda (песня)[англ.]» — Gorillaz при участии DRAM
  - Деймон Албарн, Джейми Хьюлетт, Remi Kabaka & Энтони Хан[англ.], продюсеры; Stephen Sedgwick, микшер
- «Line of Sight» — Odesza при участии WYNNE & Mansionair
  - Clayton Knight & Harrison Mills, продюсеры; Эрик Дубовски[англ.], микшер

Лучший танцевальный/электронный альбом
- 3-D The Catalogue — Kraftwerk
- Migration[англ.] — Bonobo
- Mura Masa — Mura Masa
- A Moment Apart — Odesza
- What Now — Sylvan Esso

## Рок
Лучшее рок-исполнение

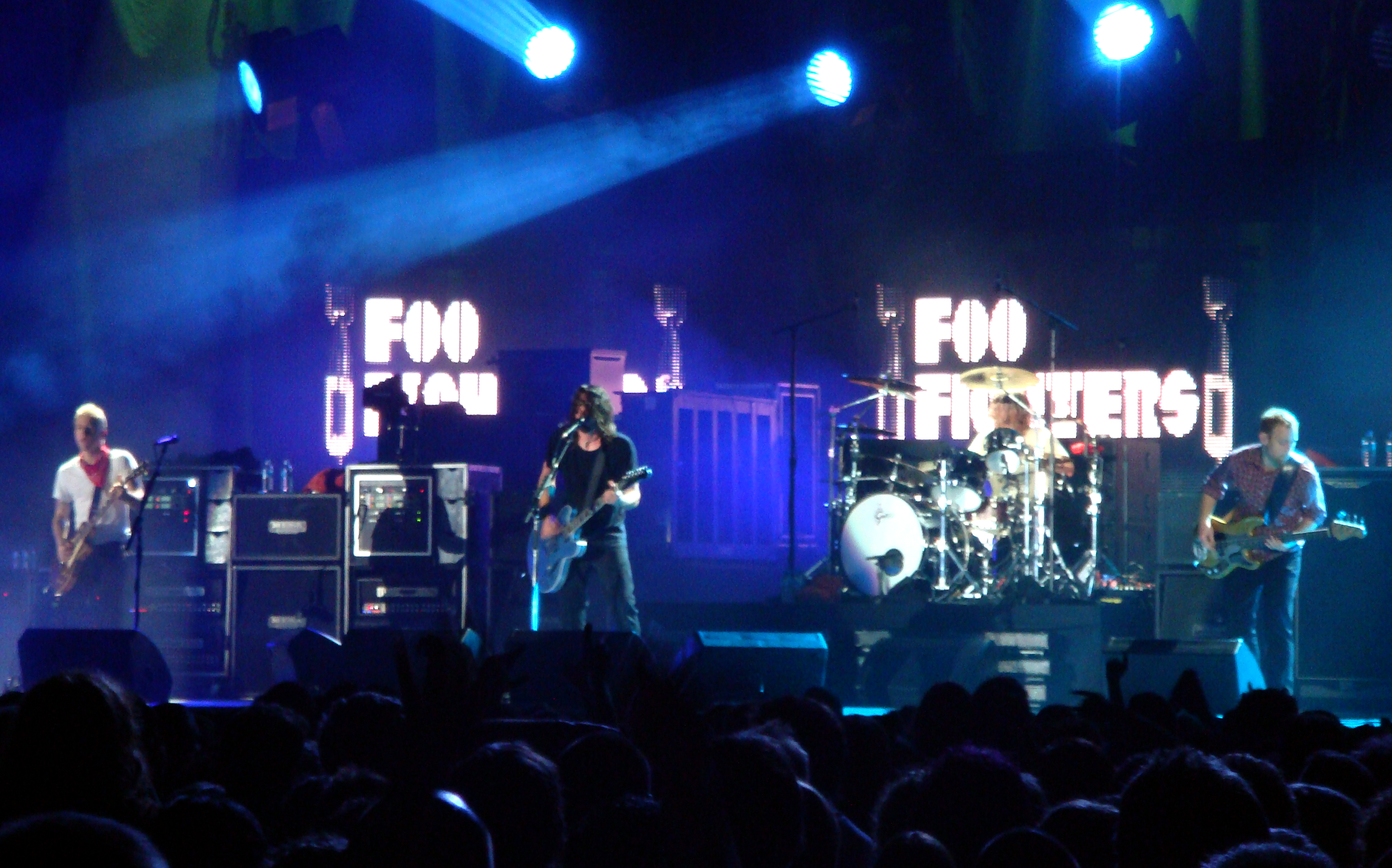
Группа Foo Fighters стала лауреатом в категории Лучшая рок-песня

- «You Want It Darker» — Леонард Коэн
- «The Promise[англ.]» — Крис Корнелл
- «Run[англ.]» — Foo Fighters
- «No Good» — Kaleo
- «Go to War» — Nothing More

Лучшее метал-исполнение
- «Sultan’s Curse» — Mastodon
- «Invisible Enemy[англ.]» — August Burns Red
- «Black Hoodie[англ.]» — Body Count
- «Forever[англ.]» — Code Orange
- «Clockworks» — Meshuggah

Лучшая рок-песня
- «Run[англ.]» — Foo Fighters
  - Дэйв Грол, Тейлор Хокинс, Нейт Мендел, Пэт Смир, Крис Шифлетт
- «Atlas, Rise!» — Metallica
  - Джеймс Хетфилд и Ларс Ульрих
- «Blood in the Cut» — K.Flay
  - Кристи Флэхерти и Джайстин Дейли[англ.]
- «Go to War» — Nothing More
- «The Stage[англ.]» — Avenged Sevenfold

Лучший рок-альбом
- A Deeper Understanding — The War on Drugs[англ.]
- Emperor of Sand — Mastodon
- Hardwired... to Self-Destruct — Metallica
- The Stories We Tell Ourselves — Nothing More
- Villains[англ.] — Queens of the Stone Age

## Альтернатива
Лучший альтернативный альбом
- Sleep Well Beast — The National
- Everything Now — Arcade Fire
- Humanz — Gorillaz
- American Dream — LCD Soundsystem
- Pure Comedy — Father John Misty

## R&B

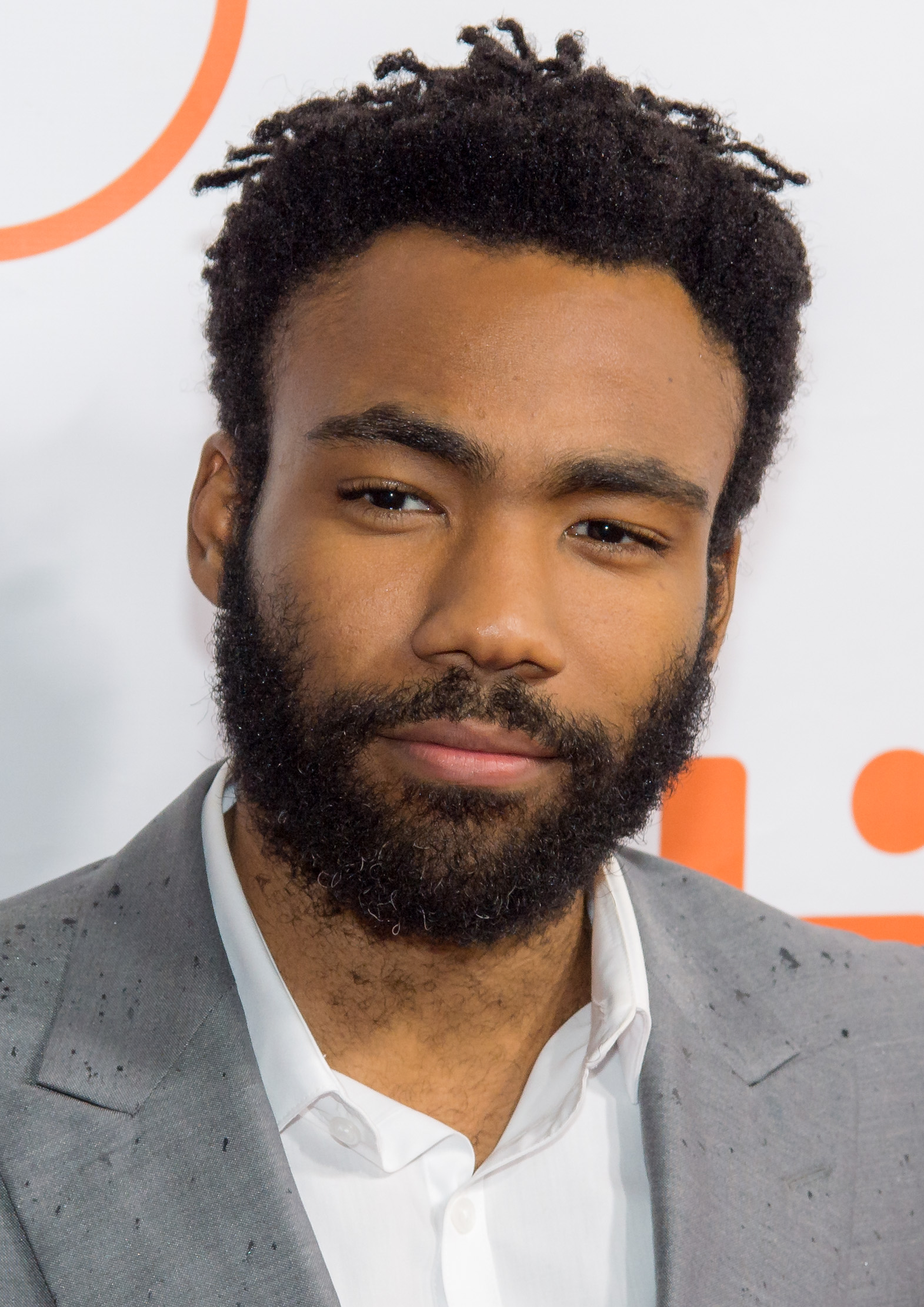
Чайлдиш Гамбино стал лауреатом в категории Лучшее традиционное R&B-исполнение за песню «Redbone»

Лучшее R&B-исполнение
- «That's What I Like» — Бруно Марс
- «Get You[англ.]» — Daniel Caesar при участии Kali Uchis
- «Distraction[англ.]» — Кейлани
- «High» — Ledisi
- «The Weekend[англ.]» — SZA

Лучшее традиционное R&B-исполнение
- «Redbone» — Чайлдиш Гамбино
- «Laugh and Move On» — The Baylor Project
- «What I’m Feelin'» — Энтони Хэмилтон[англ.] при участии The Hamiltones
- «All the Way» — Ledisi
- «Still» — Mali Music[англ.]

Лучшая R&B-песня
- «That’s What I Like»
  - Кристофер Броуди Браун, Джеймс Фаунтлерой, Филип Лоуренс, Бруно Марс, Рэй Чарльз Маккалоу II, Джереми Ривз, Рэй Ромулус & Джонатан Йип, авторы (Бруно Марс)
- «First Began»
  - PJ Morton, автор (PJ Morton)
- «Location[англ.]»
  - Alfredo Gonzalez, Olatunji Ige, Samuel David Jiminez, Christopher McClenney, Khalid Robinson & Joshua Scruggs, авторы (Халид)
- «Redbone»
  - Чайлдиш Гамбино & Людвиг Гёранссон, авторы (Чайлдиш Гамбино)
- «Supermodel»
  - Tyran Donaldson, Терренс Хендерсон[англ.], Greg Landfair Jr., Solana Rowe & Фаррелл Уильямс, авторы (SZA)

Лучший урбан-альбом
- Starboy —  The Weeknd
- Free 6lack —  6lack
- «Awaken, My Love!»[англ.] — Чайлдиш Гамбино
- American Teen — Халид
- Ctrl — SZA

Лучший R&B-альбом
- 24K Magic — Бруно Марс
- Freudian — Daniel Caesar
- Let Love Rule — Ledisi
- Gumbo[англ.] — PJ Morton
- Feel the Real — Musiq Soulchild

## Рэп
Лучшее рэп-исполнение
- «Humble» — Кендрик Ламар

Лучшее рэп-/песенное совместное исполнение
- «Loyalty» — Кендрик Ламар при участии Рианны

Best Rap Song
- «Humble»
  - K. Duckworth, Asheton Hogan & M. Williams II, авторы (Кендрик Ламар)

Лучший рэп-альбом
- DAMN. — Кендрик Ламар

## Кантри
Лучшее сольное кантри-исполнение
- «Either Way» — Крис Стэплтон

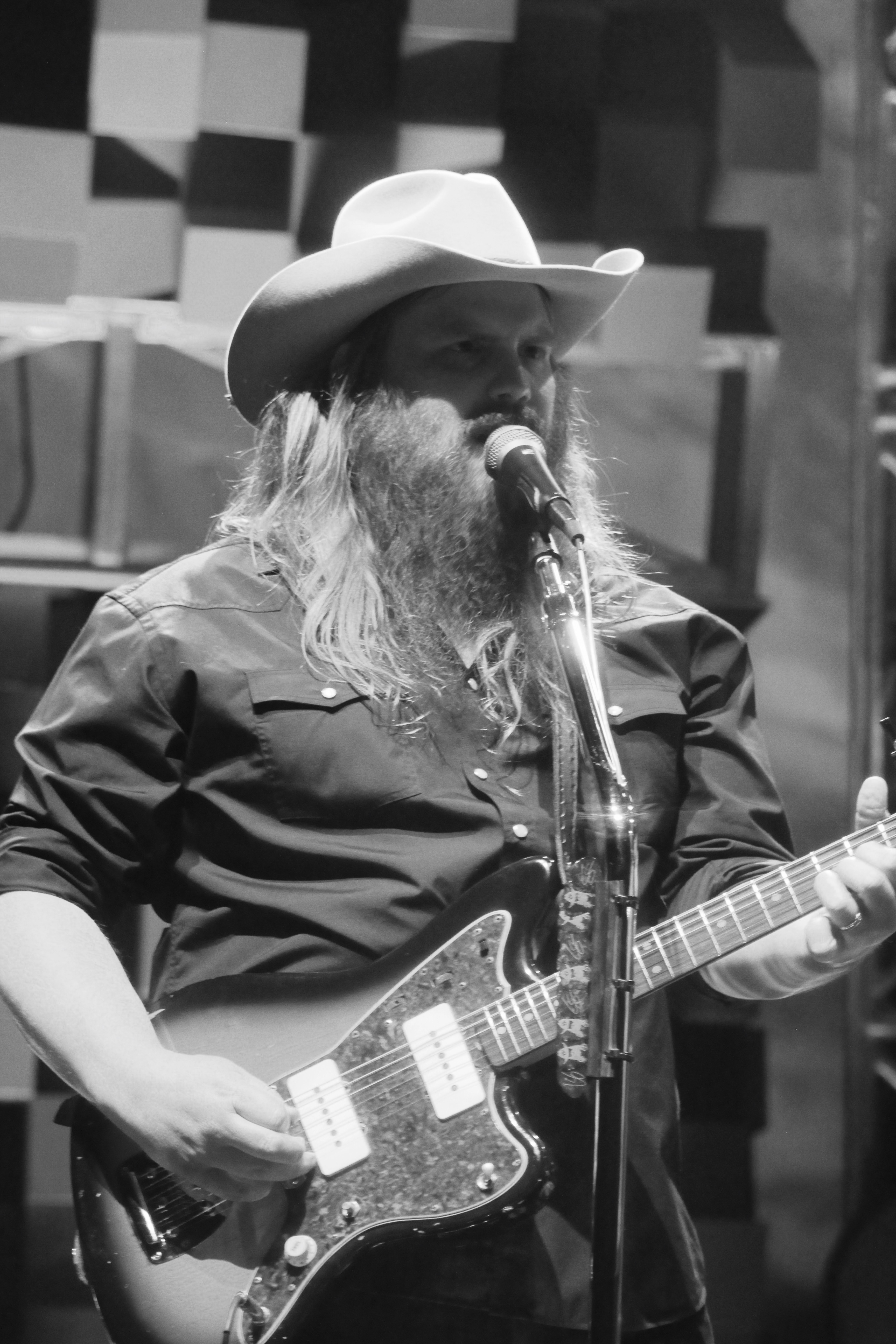
Крис Стэплтон стал лауреатом в трёх категориях: Лучший кантри-альбом, Лучшее сольное кантри-исполнение и Лучшая кантри-песня

- «Body Like a Back Road» — Сэм Хант
- «Losing You» — Элисон Краусс
- «Tin Man» — Миранда Ламберт
- «I Could Use a Love Song» — Марен Моррис

Лучшее кантри-исполнение дуэтом или группой
- «Better Man» — Little Big Town
- «It Ain’t My Fault[англ.]» — Brothers Osborne
- «My Old Man[англ.]» — Zac Brown Band
- «You Look Good» — Lady Antebellum
- «Drinkin' Problem» — Midland[англ.]

Лучшая кантри-песня
- «Broken Halos»
  - Mike Henderson & Крис Стэплтон, авторы (Крис Стэплтон)
- «Better Man»
  - Тейлор Свифт, автор (Little Big Town)
- «Body Like a Back Road»
  - Zach Crowell, Сэм Хант, Шейн Маканалли & Джош Осборн, авторы (Сэм Хант)
- «Drinkin' Problem»
  - Jess Carson, Cameron Duddy, Шейн Маканалли, Джош Осборн & Mark Wystrach, авторы (Midland[англ.])
- «Tin Man»
  - Jack Ingram, Миранда Ламберт & Jon Randall, авторы (Миранда Ламберт)

Лучший кантри-альбом
- Cosmic Hallelujah — Кенни Чесни
- Heart Break — Lady Antebellum
- The Breaker — Little Big Town
- Life Changes — Томас Ретт
- From A Room: Volume 1 — Крис Стэплтон

## Нью-эйдж
Лучший нью-эйдж-альбом

## Джаз

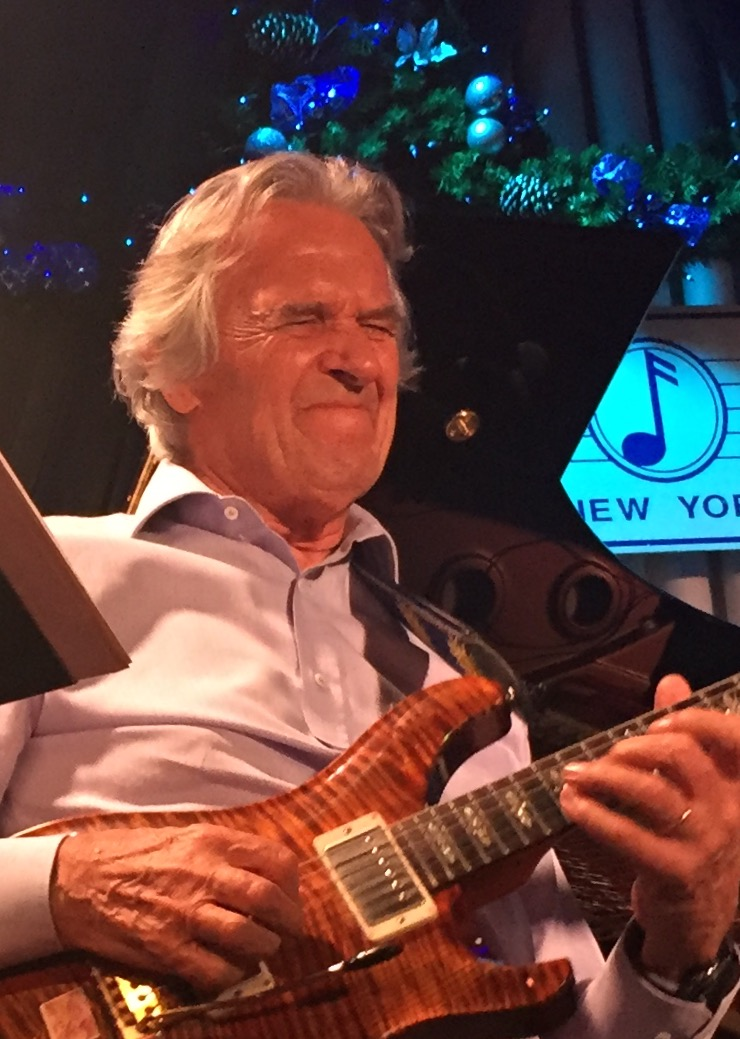
Британский гитарист-виртуоз Джон Маклафлин стал лауреатом в категории

Лучшая сольная джазовая импровизация
- «Miles Beyond» — Джон Маклафлин

Лучший джазовый вокальный альбом
Лучший джазовый инструментальный альбом
Лучший альбом большого джазового ансамбля
Лучший латино-джаз-альбом

## Госпел/Современная Христианская музыка
Лучшее госпел-исполнение/песня
- «Never Have to Be Alone» — CeCe Winans
  - Dwan Hill & Alvin Love III, авторы

Лучшее исполнение в Современной Христианской музыке/песня
Лучший госпел-альбом
- Let Them Fall in Love — CeCe Winans

Лучший альбом современной христианской музыки
- Chain Breaker — Зак Уильямс[англ.]

Лучший традиционный госпел-альбом
- Sing It Now: Songs of Faith & Hope — Reba McEntire

## Латино
Лучший латино-поп-альбом
- El Dorado — Шакира
- Lo Único Constante — Alex Cuba
- Mis Planes Son Amarte — Хуанес
- Amar y Vivir (En Vivo Desde La Ciudad de México, 2017) — La Santa Cecilia
- Musas[англ.] — Natalia Lafourcade

Лучший латино-рок/альтернативный альбом
- Residente[англ.] — Residente
- Ayo[англ.] — Bomba Estéreo
- Pa' Fuera — C4 Trío & Desorden Público
- Salvavidas de Hielo — Jorge Drexler
- El Paradise — Los Amigos Invisibles

Лучший мексиканский/техано-альбом
- Arrieros Somos — Sesiones Acústicas — Aida Cuevas
- Ni Diablo, Ni Santo — Julión Álvarez y Su Norteño Banda
- Ayer y Hoy — Banda el Recodo de Cruz Lizárraga[англ.]
- Momentos — Alex Campos
- Zapateando en el Norte — (various artists)

Лучший тропический латино-альбом
- Salsa Big Band — Rubén Blades con Roberto Delgado & Orquesta
- Albita — Albita
- Art of the Arrangement — Doug Beavers
- Gente Valiente — Silvestre Dangond
- Indestructible — Diego el Cigala

## Американская традиционная музыка

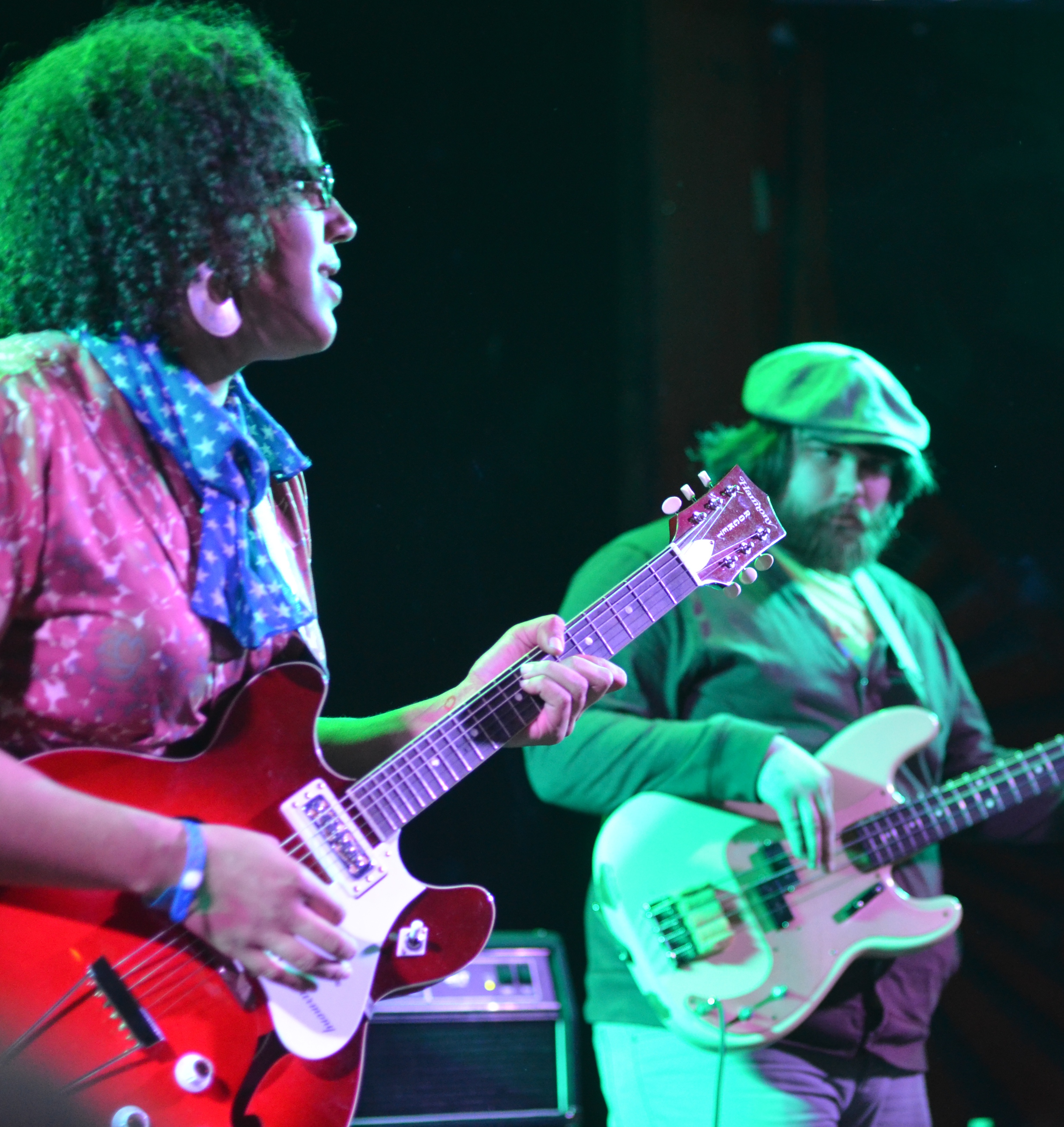
Рок-группа Alabama Shakes стала лауреатом в категории

Лучшее исполнение в традиционных американских жанрах
- «Killer Diller Blues» — Alabama Shakes
- «Let My Mother Live» — Blind Boys of Alabama
- «Arkansas Farmboy» — Глен Кэмпбелл
- «Steer Your Way» — Леонард Коэн
- «I Never Cared for You» — Элисон Краусс

Лучшая песня в традиционных американских жанрах
- «If We Were Vampires»
  - Джейсон Исбелл, автор (Jason Isbell and the 400 Unit)
- «Cumberland Gap»
  - David Rawlings & Гиллиан Уэлч, авторы (David Rawlings)
- «I Wish You Well»
  - Raul Malo & Alan Miller, авторы (The Mavericks)
- «It Ain’t Over Yet»
  - Родни Кроуэлл, автор (Родни Кроуэлл при участии Rosanne Cash & John Paul White)
- «My Only True Friend»
  - Грегг Оллман & Scott Sharrard, авторы (Грегг Оллман)

Лучший американа-альбом
- The Nashville Sound — Jason Isbell and the 400 Unit
- Southern Blood[англ.] — Грегг Оллман
- Shine on Rainy Day — Brent Cobb
- Beast Epic — Iron & Wine
- Brand New Day — The Mavericks

Лучший блюграсс-альбом
- Laws of Gravity — Infamous Stringdusters
- All the Rage: In Concert Volume One [Live] — Rhonda Vincent and the Rage
- Fiddler’s Dream — Michael Cleveland
- Original — Bobby Osborne
- Universal Favorite — Noam Pikelny

Лучшая традиционный блюз-альбом
- Blue & Lonesome — The Rolling Stones
- Migration Blues — Eric Bibb
- Elvin Bishop’s Big Fun Trio — Elvin Bishop’s Big Fun Trio
- Roll and Tumble — R.L. Boyce
- Sonny & Brownie’s Last Train — Гай Дэвис & Fabrizio Poggi

Best Contemporary Blues Album
- TajMo — Taj Mahal & Keb’ Mo’
- Robert Cray & Hi Rhythm — Роберт Крей & Hi Rhythm[англ.]
- Recorded Live In Lafayette — Sonny Landreth
- Got Soul — Robert Randolph and the Family Band
- Live from the Fox Oakland — Tedeschi Trucks Band

Лучший фолк-альбом
- Mental Illness[англ.] — Эйми Манн
- Semper Femina — Лора Марлинг
- The Queen of Hearts — Offa Rex
- You Don’t Own Me Anymore — The Secret Sisters
- The Laughing Apple — Yusaf / Кэт Стивенс

Лучший региональный альбом
- Kalenda — The Lost Bayou Ramblers
- Top of the Mountain — Dwayne Dopsie and the Zydeco Hellraisers[англ.]
- Ho’okena 3.0 — Ho’okena
- Miyo Kekisepa, Make a Stand [Live] — Northern Cree
- Pua Kiele — Josh Tatofi

## Регги
Лучший рэгги-альбом

## World Music
Лучший альбом

## Музыка для детей
Лучший альбом для детей

## Разговорный жанр
Лучший альбом разговорного жанра

## Комедия
Лучший комедийный альбом

## Музыкальные шоу
Лучший альбом на основе театрального мюзикла

## Музыка для визуальных медиа
Лучший альбом, являющийся компиляционным саундтреком к фильму, телевидению или другому визуальному медиа
- Ла-Ла Ленд — (various artists)
  - Мариус де Фриз[англ.] & Джастин Гурвиц, продюсеры компиляции

Лучший саундтрек для визуальных медиа
- Ла-Ла Ленд — Джастин Гурвиц, композитор

Лучшая песня, написанная для визуальных медиа
- «How Far I’ll Go» (из мультфильма Моана) — Лин-Мануэль Миранда, автор (Аулии Кравальо)
  - «City of Stars» (из фильма «Ла-Ла Ленд») — Джастин Гурвиц, Бендж Пасек & Джастин Пол, авторы (Райан Гослинг & Эмма Стоун)
  - «I Don't Wanna Live Forever» (из фильма «На пятьдесят оттенков темнее») — Джек Антонофф, Sam Dew & Тейлор Свифт, авторы (Зейн & Тейлор Свифт)
  - «Never Give Up» (из фильма «Лев») — Сиа & Грег Кёрстин, авторы (Сиа)
  - «Stand Up for Something» (из фильма «Маршалл») — Common, Андра Дей & Дайан Уоррен, авторы (Андра Дей при участии Common)

## Сочинительство и Аранжировка
Лучшая инструментальная аранжировка или аранжировка а капелла
Лучшая инструментальная аранжировка в сопровождении вокалиста(ов)
- «Putin»
  - Рэнди Ньюман, аранжировщик (Рэнди Ньюман)

## Упаковка и Оформление
Лучшая упаковка записи
Лучшая упаковка коробочной или специальной ограниченной версии
Лучшие заметки в альбоме
Лучший исторический альбом
Лучший инжиниринг альбома, классического
Лучший инжиниринг альбома, не классического
- 24K Magic
  - Serban Ghenea, John Hanes & Charles Moniz, звукоинженеры; Том Койн, мастеринг-звукоинженер (Бруно Марс)

Продюсер года, не классический
- Грег Кёрстин
  - Concrete and Gold (Foo Fighters)
  - «Dear Life» (Бек)
  - «Dusk Till Dawn» (ZAYN при участии Сии)
  - «Love[англ.]» (Кендрик Ламар при участии Zacari)
  - «Strangers» (Холзи при участии Lauren Jauregui)
  - «Wall of Glass» (Лиам Галлахер)
- Кельвин Харрис
  - «Don’t Quit» (DJ Khaled & Кельвин Харрис при участии Тревиса Скотта & Jeremih)
  - Funk Wav Bounces Vol. 1 (Кельвин Харрис при участии Various Artists)
- Blake Mills
  - Darkness and Light (Джон Ледженд)
  - Eternally Even (Jim James)
  - «God Only Knows» (Джон Ледженд & Cynthia Erivo при участии yMusic)
  - Memories Are Now (Jesca Hoop)
  - No Shape (Perfume Genius)
  - Semper Femina (Лора Марлинг)
- No I.D.
  - «America» (Logic при участии Black Thought, Chuck D, Big Lenbo & No I.D.)
  - The Autobiography[англ.] (Vic Mensa)
  - 4:44 (JAY-Z)
- The Stereotypes
  - «Before I Do» (Sevyn Streeter)
  - «Better» (Lil Yachty при участии Stefflon Don)
  - «Deliver» (Fifth Harmony)
  - «Finesse» (Бруно Марс)
  - «Mo Bounce» (Игги Азалия)
  - «Sunshine» (Kyle при участии Мигеля)
  - «That's What I Like» (Бруно Марс)

Продюсер года,  классический
- Дэвид Фрост[англ.]
  - Alma Española (Isabel Leonard)
  - Amplified Soul (Gabriela Martinez)
  - Beethoven: Piano Sonatas, Vol. 6 (Jonathan Biss)
  - Bruckner: Symphony No. 9 (Riccardo Muti & Chicago Symphony Orchestra)
  - Garden Of Joys And Sorrows (Hat Trick Trio)
  - Laks: Chamber Works (ARC Ensemble)
  - Schoenberg, Adam: American Symphony; Finding Rothko; Picture Studies (Michael Stern & Kansas City Symphony)
  - Troika (Matt Haimovitz & Christopher O’Riley)
  - Verdi: Otello (Yannick Nézet-Séguin, Günther Groissböck, Željko Lu?i?, Dimitri Pittas, Aleksandrs Antonenko, Sonya Yoncheva, The Metropolitan Opera Orchestra & Chorus)
- Blanton Alspaugh[англ.]
  - Adamo: Becoming Santa Claus (Emmanuel Villaume, Kevin Burdette, Keith Jameson, Lucy Schaufer, Hila Plitmann, Matt Boehler, Jonathan Blalock, Jennifer Rivera & Dallas Opera Orchestra)
  - Aldridge: Sister Carrie (William Boggs, Keith Phares, Matt Morgan, Alisa Suzanne Jordheim, Stephen Cunningham, Adriana Zabala, Florentine Opera Chorus & Milwaukee Symphony Orchestra)
  - Copland: Symphony No. 3; Three Latin American Sketches (Leonard Slatkin & Detroit Symphony Orchestra)
  - Death & The Maiden (Patricia Kopatchinskaja & The Saint Paul Chamber Orchestra)
  - Handel: Messiah (Andrew Davis, Noel Edison, Toronto Mendelssohn Choir & Toronto Symphony Orchestra)
  - Haydn: Symphonies Nos. 53, 64 & 96 (Carlos Kalmar & Oregon Symphony)
  - Heggie: It’s A Wonderful Life (Patrick Summers, William Burden, Talise Trevigne, Andrea Carroll, Rod Gilfry & Houston Grand Opera)
  - Tyberg: Masses (Brian A. Schmidt, Christopher Jacobson & South Dakota Chorale)
- Манфред Айхер[англ.]
  - Мансурян: Requiem (Alexander Liebreich, Florian Helgath, Камерный хор RIAS и Мюнхенский камерный оркестр)
  - Monk, M.: On Behalf Of Nature (Meredith Monk & Vocal Ensemble)
  - Point & Line — Debussy And Hosokawa (Momo Kodama)
  - Rímur (Arve Henriksen & Trio Mediaeval)
  - Сильвестров: Hieroglyphen Der Nacht (Anja Lechner)
- Мортен Линдберг[англ.]
  - Furatus (Ole Edvard Antonsen & Wolfgang Plagge)
  - Interactions (Bård Monsen & Gunnar Flagstad)
  - Kleiberg: Mass For Modern Man (Eivind Gullberg Jensen, Trondheim Vokalensemble & Trondheim Symphony Orchestra)
  - Minor Major (Oslo String Quartet)
  - Northern Timbre (Ragnhild Hemsing & Tor Espen Aspaas)
  - So Is My Love (Nina T. Karlsen & Ensemble 96)
  - Thoresen: Sea Of Names (Trond Schau)
- Юдит Шерман
  - American Nocturnes (Cecile Licad)
  - The Birthday Party (Aki Takahashi)
  - Discovering Bach (Michelle Ross)
  - Foss: Pieces Of Genius (New York New Music Ensemble)
  - Secret Alchemy — Chamber Works By Pierre Jalbert (Curtis Macomber & Michael Boriskin)
  - Sevenfive — The John Corigliano Effect (Gaudette Brass)
  - Sonic Migrations — Music Of Laurie Altman (Various Artists)
  - Tribute (Dover Quartet)
  - 26 (Melia Watras & Michael Jinsoo Lim)

## Ремикширование
Лучшая ремикшированная запись, не классическая

## Объёмное звучание
Лучший альбом с объёмным звучанием
- Early Americans
  - Джим Андерсон[англ.], сурраунд микс-инженер; Darcy Proper, сурраунд мастеринг-инженер; Jim Anderson & Jane Ira Bloom, сурраунд продюсеры (Jane Ira Bloom)

## Классическая музыка
Лучшее оркестровое исполнение
- Shostakovich: Symphony No. 5; Barber: Adagio
  - Manfred Honeck, дирижёр (Питтсбургский симфонический оркестр)

Лучшая оперная запись
- Berg: Wozzeck
  - Hans Graf, дирижёр; Anne Schwanewilms & Roman Trekel; Hans Graf, продюсер (Houston Symphony; Chorus Of Students And Alumni, Shepherd School Of Music, Rice University & Houston Grand Opera Children’s Chorus)
- Berg: Lulu
  - Lothar Koenigs, дирижёр; Daniel Brenna, Marlis Petersen & Johan Reuter; Jay David Saks, продюсер (The Metropolitan Opera Orchestra)
- Bizet: Les Pêcheurs De Perles
  - Gianandrea Noseda, дирижёр; Diana Damrau, Mariusz Kwiecień, Matthew Polenzani & Nicolas Testé; Jay David Saks, продюсер (The Metropolitan Opera Orchestra; The Metropolitan Opera Chorus)
- Handel: Ottone
  - George Petrou, дирижёр; Max Emanuel Cencic & Lauren Snouffer; Jacob Händel, продюсер (Il Pomo D’Oro)
- Римский-Корсаков: Золотой петушок (опера)
  - Валерий Гергиев, дирижёр; Владимир Феляуэр, Аида Гарифуллина & Кира Логинова; Илья Петров, продюсер (Симфонический оркестр Мариинского театра; Мариинский хор)

Лучшее хоровое исполнение
- Bryars: The Fifth Century
  - Donald Nally, дирижёр; The Crossing[англ.], хор (PRISM)

Лучшее камерное исполнение
- Death & the Maiden
  - Патриция Копачинская & the Saint Paul Chamber Orchestra

Лучшее классическое инструментальное соло
- Transcendal
  - Даниил Трифонов

Лучший классический сольный вокальный альбом
- Crazy Girl Crazy — Music By Gershwin, Berg & Berio
  - Барбара Ханниган (Orchestra Ludwig)
- Bach & Telemann: Sacred Cantatas
  - Philippe Jaroussky; Petra Müllejans, дирижёр (Ann-Kathrin Brüggemann & Juan de la Rubia; Freiburger Barockorchester)
- Gods & Monsters
  - Nicholas Phan; Myra Huang, аккомпаниатор
- In War & Peace — Harmony Through Music
  - Joyce DiDonato; Maxim Emelyanychev, дирижёр (Il Pomo D’Oro)
- «Свиридов: Отчалившая Русь» (на стихи Сергея Есенина)
  - Дмитрий Хворостовский; Константин Орбелян, дирижёр (St. Petersburg State Symphony Orchestra & Style Of Five Ensemble)

Best Classical Compendium
Лучшая современная классическая композиция

## Видео
Лучшее музыкальное видео
- «Humble» — Кендрик Ламар
  - The Little Homies & Дейв Мейерс, видео-режиссёры; Jason Baum, Dave Free, Jamie Rabineau, Натан Шеррер[англ.] & Anthony Tiffith, видео-продюсеры
- «Up All Night (песня)[англ.]» — Бек
  - Canada, видео-режиссёр; Laura Serra Estorch & Oscar Romagosa, видео-продюсеры
- «Makeba» — Джейн
  - Lionel Hirle & Gregory Ohrel, видео-режиссёры; Yodelice, видео-продюсер
- «The Story of O.J.» — Jay-Z
  - Shawn Carter & Mark Romanek, видео-режиссёры; Daniel Midgley, видео-продюсер
- «1-800-273-8255» — Logic при участии Алессия Кара & Халид
  - Andy Hines, видео-режиссёр; Andrew Lerios, видео-продюсер

Лучший музыкальный фильм
- The Defiant Ones — (various artists)
  - Allen Hughes, видео-режиссёр; Sarah Anthony, Fritzi Horstman, Broderick Johnson, Gene Kirkwood, Andrew Kosove, Laura Lancaster, Michael Lombardo, Jerry Longarzo, Doug Pray & Steven Williams, видео-продюсеры
- One More Time With Feeling — Nick Cave & The Bad Seeds
  - Andrew Dominik, видео-режиссёр; Dulcie Kellett & James Wilson, видео-продюсеры
- Long Strange Trip — The Grateful Dead
  - Amir Bar-Lev, видео-режиссёр; Alex Blavatnik, Ken Dornstein, Eric Eisner, Nick Koskoff & Justin Kreutzmann, видео-продюсеры
- Soundbreaking — (various artists)
  - Maro Chermayeff & Jeff Dupre, видео-режиссёры; Joshua Bennett, Julia Marchesi, Sam Pollard, Sally Rosenthal, Amy Schewel & Warren Zanes, видео-продюсеры
- Two Trains Runnin' — (various artists)
  - Sam Pollard, видео-режиссёр; Benjamin Hedin, видео-продюсер